# 秦商

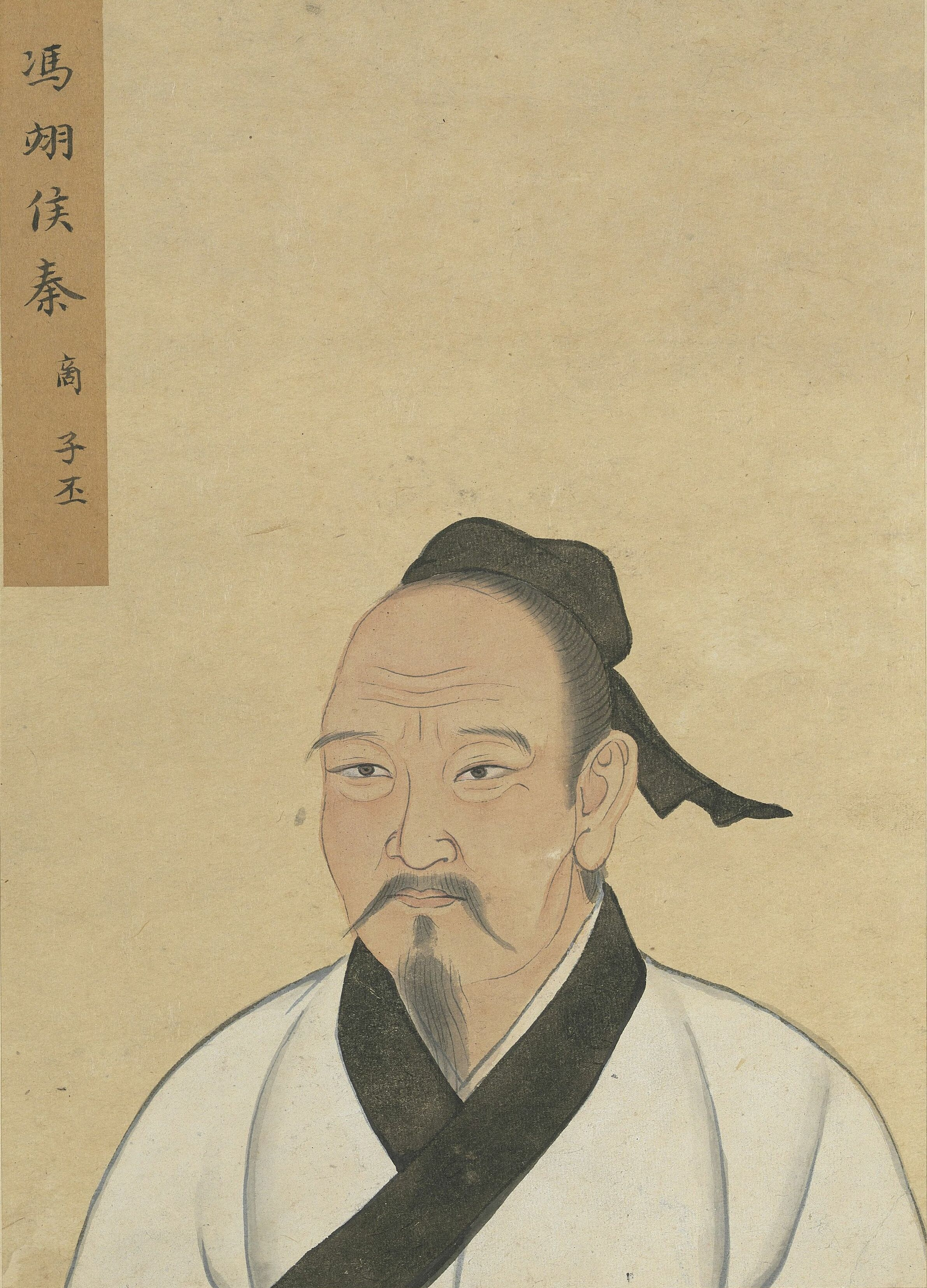
秦商

秦商（前547年—？），字子丕，《孔子家语·弟子解》作不慈、丕慈。《左传》作秦丕兹，春秋时期鲁国人。孔子弟子。

## 生平
秦丕兹之父秦堇父，与孔子父亲叔梁纥都以勇力闻名。秦商小孔子四岁。

## 歷代追封
- 漢明帝永平十五年（72年）從祀孔廟。
- 唐玄宗開元二十七年（739年）封上洛伯。
- 宋真宗大中祥符二年（1009年）封冯翊侯。
- 明世宗嘉靖九年（1530年）封先賢秦子。